# Sét nhiệt

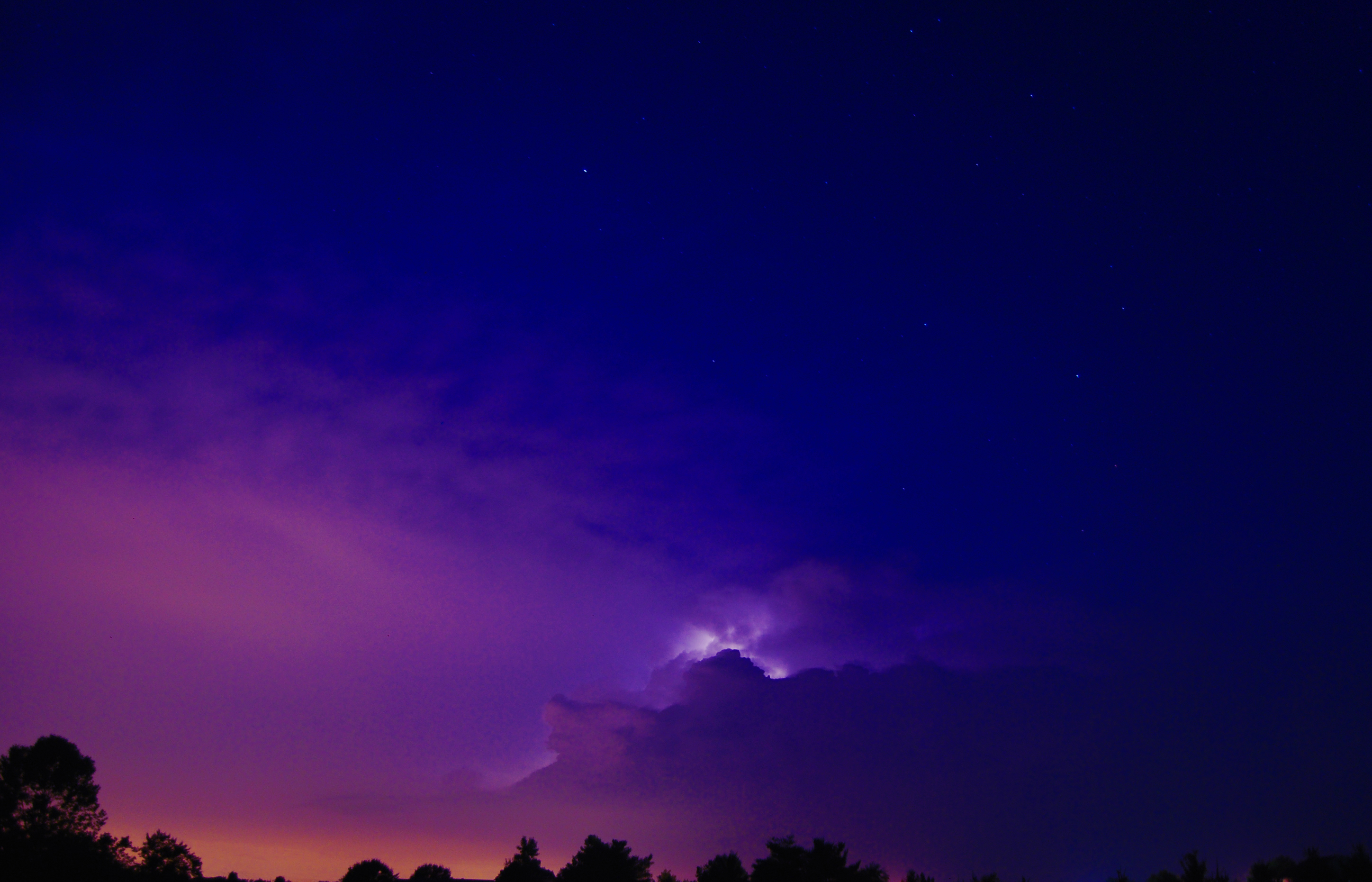
Một ánh chớp xa, chụp gần Louisville (Kentucky)

Sét nhiệt (heat lightning trong tiếng Anh Mỹ), còn gọi là sét tĩnh, sét mùa hè, là tên gọi sai dùng để chỉ những ánh chớp nằm gần đường chân trời hay từ những đám mây từ các cơn dông ở khoảng cách xa mà không có âm thanh tiếng sấm kèm theo chúng. Hiện tượng mang tên "sét nhiệt" này thực chất chỉ là một tia sét từ mây xuống đất xảy ra ở khoảng cách rất xa, cho nên tiếng sấm mà nó phát ra đã bị tiêu tán trước khi nó tới được người quan sát. Vào ban đêm, có thể nhìn thấy những tia chớp từ một khoảng cách rất xa, tới 100 dặm (160 kilômét), nhưng âm thanh không thể truyền đi được xa như vậy. Ở bang Florida, Hoa Kỳ, dạng tia chớp này thường được quan sát tại những khu vực bờ biển vào ban đêm, khi tàn dư của các cơn bão hình thành vào ban ngày di chuyển theo frông gió biển về phía bờ biển đối diện.
Cái tên gọi "sét nhiệt" đôi khi cũng bị nhầm lẫn với hiện tượng điện hoàn toàn không liên quan sprite, hay sét dị hình, là một sự phát sáng do hưởng ứng điện trên tầng khí quyển cao.

## Giải thích
Sự truyền âm thanh trong khí quyển phụ thuộc vào một vài tính chất, chẳng hạn như nhiệt độ và mật độ không khí. Bởi nhiệt độ và mật độ không khí thay đổi theo độ cao, âm thanh tiếng sấm bị khúc xạ trong tầng đối lưu do sự không đồng nhất của môi trường truyền. Sự khúc xạ âm dẫn đến một số khu vực trong khí quyển mà tiếng sấm không thể truyền đến. Sóng âm của sấm cũng thường bị phản xạ nhiều lần khi chạm tới mặt đất, làm cho sấm rền vang. Các hiệu ứng phản xạ và khúc xạ âm thanh dẫn đến một số vùng không thể nghe được tiếng sấm.
Sự cong của của Trái Đất cũng đóng góp vào tại sao người quan sát ở xa không thể nghe được tiếng sấm. Tiếng sấm nhiều khả năng là sẽ bị phản xạ khỏi bề mặt của Trái Đất trước khi nó tới được người quan sát ở xa nơi có sét. Sự phản xạ và khúc xạ âm thanh xác định ở những khoảng cách nào người quan sát có thể nghe được hoặc không nghe được tiếng sấm. Âm thanh bị phản xạ càng nhiều lần thì nó càng bị hấp thụ, làm giảm rõ rệt cường độ âm theo khoảng cách. Trong khi đó, ánh chớp lại có thể đi trước và tới được người quan sát vì ánh sáng có thể được tán xạ đi xa theo mọi hướng trên các tầng mây cao hơn trên khí quyển và do đó có thể thấy được bởi người quan sát xa. Trong điều kiện lý tưởng, nhũng cơn dông mạnh nhất có thể được nhìn thấy từ khoảng cách tới 100 dặm (160 kilômét) trên địa hình bằng phẳng hoặc trên vùng nước khi đám mây được chiếu sáng bởi sự phóng điện mạnh mẽ của sét.
Tuy nhiên, do địa hình trong thực tế là không bằng phẳng, các yếu tố khác như cây cối che khuất đường chân trời, các đám mây có thể ở tầng thấp hoặc trung bình, và do tầm nhìn cục bộ thường chỉ hơn 25 dặm (40 km), nên khoảng cách thấy được ánh chớp tối đa có thể giảm tới khoảng 30–50 dặm (48–80 km). Chiều cao của vùng đỉnh hình đe của đám mây dông thường vào khoảng 45.000 foot (14.000 m) đối với các cơn dông mùa hè ở vĩ độ trung bình, nhưng chiều cao này có thể nằm trong khoảng từ 35.000 foot (11.000 m) tới kỷ lục là 78.000 ft (24.000 m).